# امیرسالار داودی
امیرسالار داودی (زادهٔ ۱۳۶۰)، وکیل دادگستری و زندانی سیاسی است. او پس از دو سال حبس با تودیع قرار وثیقه از زندان رجایی‌شهر آزاد شده بود بار دیگر برای گذراندن ادامه محکومیت خود در تیر ۱۴۰۰ راهی زندان شد.

## اتهامات و حکم صادره
داوودی، دفاع از متهمان سیاسی و امنیتی متعددی را بر عهده داشته است.
او پایه‌گذار و مدیر کانال تلگرامی به نام «بدون روتوش» است که در آن مطالب گوناگون انتقادی درج می‌گردید. وی در ۲۹ آبان سال ۱۳۹۷ توسط مأموران امنیتی به اتهام تبلیغ علیه نظام و توهین به رهبر حکومت ایران در دفتر وکالت خود بازداشت شد. داودی در اوایل خردادماه سال ۱۳۹۸ توسط شعبه ۱۵ دادگاه انقلاب تهران به ۱۱۱ ضربه شلاق و ۳۰ سال حبس محکوم شد که از این میزان مجازات حبس، ۱۵ سال آن قابل اجراء است.

### آزادی و بازداشت مجدد
امیرسالار داودی پس از دو سال و شش ماه حبس با تودیع قرار وثیقه دو میلیارد تومانی از زندان رجایی‌شهر به‌صورت موقت آزاد شد. همسر این زندانی سیاسی در توییتر نوشت: «پس از تجویز اعاده و ارجاع پرونده به شعبه ۲۸ دادگاه انقلاب، دستور توقف اجرای حکم صادر و امیرسالار داودی موقتاً و تا تعیین و تکلیف پرونده آزاد گردید.» و مجدداً حکم وی در ۱۰ مرداد ۱۴۰۰ تأیید شد.
او تیر ۱۴۰۰ پس از تأیید دوبارهٔ محکومیت و اجرای آن خود را به زندان معرفی کرد.

## اعتصاب غذای گستردهٔ زندانیان سیاسی
زندانیان سیاسی در زندان‌های اوین، فشافویه،  عادل آباد شیراز در تاریخ ۲۹ اسفندماه ۱۳۹۹ اعلام کردند به یاد و احترام رنج‌های مشترک مردم ایران و در اعتراض به ظلم‌های ستمگران و به یاد گرسنگان وطن بر سفره نوروز، شروع سال ۱۴۰۰ خورشیدی را با اعتصاب غذا آغاز می‌کنند که تا سه روز ادامه داشت، امیرسالار داودی یکی از زندانیان امضا کننده بیانیه بود.

### اعتصاب به علت عدم موافقت با مرخصی
امیرسالار داودی از ۲۰ بهمن ۱۳۹۸ در اعتراض به محرومیت از حقوق خود در زندان از جمله عدم موافقت با مرخصی‌اش دست به اعتصاب غذای تر زد و از یکشنبه ۲۷ بهمن اعتصاب غذای خشک را شروع کرد.
وی از ۲۹ آبان ۱۳۹۷ در زندان به سر می‌برد.

## واکنش‌ها
- فیلیپ لوتر مدیر تحقیقات خاورمیانه و شمال آفریقا در سازمان عفو بین‌الملل در واکنش به صدور حکم ۳۰ سال زندان و ۱۱۱ ضربه شلاق امیرسالار داودی، وکیل مدافع حقوق بشر به خاطر فعالیت‌های حقوق بشری‌اش، گفت: «این یک حکم سنگین شوکه کننده و بی‌عدالتی بی‌رحمانه است. امیرسالار داودی آشکارا به خاطر دفاع از حقوق بشر مورد مجازات قرار گرفته است.»، «راه‌اندازی یک کانال تلگرامی برای افشای نقض حقوق بشر جرم نیست. مقامات ایرانی باید بلافاصله و بدون قید و شرط او را آزاد کنند.»[۹]
- سازمان عفو بین‌الملل روز سه‌شنبه ۲۹ بهمن با انتشار فراخوانی از مردم و فعالان حقوق بشر در جهان خواست تا از مقامات ایران خواهان آزادی امیرسالار داودی شده و تا زمان آزادی به‌طور مرتب با اعضای خانواده خود تماس داشته باشد.[۱۰]
- در روز پنج‌شنبه ۲۹ آبان ۱۳۹۹ سازمان عفو بین‌الملل خواستار آزادی بی‌درنگ امیرسالار داودی شد و گفت: «امیرسالار داودی یکی از قربانیان سرکوب وکلای مدافع حقوق بشر توسط مقامات ایران در طی سالیان اخیر است که دومین سال محکومیت ناعادلانه خود را پشت سر می‌گذارند.»[۱۱]

## جایزه‌ها

### جایزه حقوق بشر اروپا
۲۸ نوامبر ۲۰۱۹ (هفتم آذر ۱۳۹۸) شورای انجمن‌های حقوقی و وکالت اروپا جایزه حقوق بشر خود را به چهار وکیل حقوقی ایران، از جمله امیرسالار داودی، اعطا کرد.

### جایزه بین‌المللی حقوق بشری لودوویک تراریو
۲۳ سپتامبر ۲۰۲۲ (اول شهریور ۱۴۰۱) هیئت داوران در شهر بوردو فرانسه وکیل امیرسالار داودی را به عنوان برنده جایزه بین‌المللی حقوق بشری لودوویک تراریو در سال ۲۰۲۲ معرفی کرد.
برتران فاورو، بنیانگذار جایزه حقوق بشری «لودوویک تراریو» و رئیس هیئت داوران گفت که اعطای جایزه به امیرسالار داودی تأکیدی بر «غلبه نیروی مردمسالاری و مدافعان حقوق بشر» محسوب می‌شود. وی برخورد صورت گرفته با امیرسالار داودی را «اذیت و آزار قضایی» خواند.

## ابتلا به کرونا
امیر سالار داودی در زندان، به همراه چندین زندانی عقیدتی و سیاسی دیگر، به دلیل وضعیت نامناسب زندان و نیز مرخصی نیافتن در دورهٔ دنیاگیری کروناویروس، به کرونا دچار شد.